# Descarado
Descarado es una telenovela chilena de género ciencia ficción producida por Verónica Saquel y emitida por Canal 13 durante el primer semestre de 2006. Es protagonizada por Héctor Noguera, María Elena Swett, Jorge Zabaleta, Carolina Arregui y Juan Falcón.
Descarado fue una de las primeras telenovelas en Chile en tener una trama basada en ciencia ficción. Sin embargo, su historia provocó confusión en la audiencia y fue ampliamente superada por sus competencias Cómplices de Televisión Nacional y la serie Casado con hijos de Mega.

## Argumento

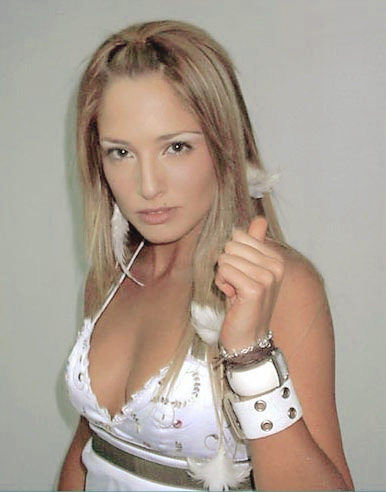
Verena (María Elena Swett).

Renato Montoya Reyes (Héctor Noguera) es un hombre noble y esforzado que tenía todo lo que un ser humano podría desear: una familia humilde y trabajadora, una inteligencia innata y un gran futuro prometedor por delante. Pero un día en un accidente, el padre de Renato murió ahogado al tratar de salvarle la vida al hijo menor de la familia, Néstor (Leonardo Perucci). Éste, que se sentía culpable de provocar la muerte de su padre, estaba envidioso de su hermano Renato por ser el mejor en todo, pues el menor de la familia Montoya siempre ha sido tratado como un perfecto inútil. Néstor, ya cansado de ser discriminado y comparado con Renato, había estado armando por años un plan para acabar con la vida de su propio hermano y así poder robarle su identidad. Sin embargo, Renato no murió, y desapareció durante mucho tiempo, hasta que un día el destino le ha otorgado una nueva identidad: la de un enigmático empresario llamado Franco Miretti. Así, después de 35 largos años de ausencia, Renato, ahora con la identidad de Franco, regresa dispuesto a vengarse de Néstor, con el único fin de revelar toda la verdad y recuperar todo lo que perdió.
En la actualidad, Néstor vive su vida como todo un impostor usurpando la identidad de Renato, y es el orgulloso dueño de una isla, a la que llega Franco, en la que ha creado un mundo de fantasía.
Al llegar a la isla en un yate, Franco empieza a desafiar al falso Renato Montoya con su presencia (sin que Néstor sospeche que Franco en realidad es su hermano, el verdadero Renato), partiendo por llegar precisamente en la fecha de aniversario de la muerte de su padre, que también es casualmente la fecha de aniversario de matrimonio del falso Renato con su señora Angélica Bernhardt (Cecilia Cucurella).
Dentro del yate existe un moderno sistema computacional, que entre otras cosas es capaz de clonar identidades, y es así como Franco y su leal asistente Ana María Bilbao (Solange Lackington) clonan a tres agentes con las identidades de tres residentes de la isla: el Agente T-9 es clonado como Tomás Castillo (Jorge Zabaleta), encargado del hotel y adicto los videojuegos; la Agente V-5 es clonada como Verena Garretón (María Elena Swett), la DJ estrella que sueña con salir de la isla; y la Agente A-7 es clonada como Amanda Cortés (Carolina Arregui), la prometida de Mauro (Juan Falcón), el hijo del falso Renato.
El verdadero Renato y Néstor, cuando jóvenes fueron pescadores, al igual que su amigo Pantaleón (Eduardo Barril), sin embargo luego del nuevo estrato social en la que el falso  Renato se encontraba y la soberbia y el poder que ostenta, Pantaleón se aleja de él (sin sospechar que en realidad se trata de Néstor, quien usurpa la identidad de su hermano), y prohíbe a sus hijos relacionarse con los hijos de la familia Montoya, incluso a Amanda que ama a Mauro.
Para reemplazar a Tomás, Verena y Amanda por los clones, se les dio lo que más deseaban: mientras a Tomás se le deja en el yate tentado con la última generación de videojuegos; a Verena se le da la posibilidad de ir a Santiago, que es lo que ha deseado desde hace mucho; y Amanda finalmente, luego de un tropiezo con su clon, se retira esperando al regreso poder casarse con Mauro, luego de años de espera.
A pesar de que Néstor intente hacer todo lo posible por ocultar su secreto ante todos en la isla, no podrá escapar de la realidad, ni evitar que algún día sea descubierto por causa del destino. Por algo se dice que la venganza, aunque no sea buena, puede llegar a tener muchas caras; y tan sólo el único y verdadero Renato Montoya las conoce todas.

## Elenco
- Héctor Noguera como Renato Montoya Reyes / Franco Miretti.
- Leonardo Perucci como Néstor Montoya Reyes / El Falso Renato Montoya.
- Cecilia Cucurella como Angélica Bernhardt.
- Juan Falcón como Mauro Montoya Bernhardt.
- Carolina Arregui como Amanda Cortés Peña / Carmen, Agente A-7.
- Jorge Zabaleta como Tomás Castillo Castillo / Agente T-9.
- María Elena Swett como Verena Garretón Egaña / Silvina Garretón Egaña, Agente V-5.
- Solange Lackington como Ana María Bilbao.
- Eduardo Barril como Pantaleón Cortés.
- Maité Fernández como Felicia Reyes.
- Teresita Reyes como Victoria "Toya" Peña
- Luis Gnecco como Moisés Castillo.
- Loreto Valenzuela como Minerva Castillo.
- Alejandro Trejo como Baltazar Garretón.
- Carmen Disa Gutiérrez como Camila Egaña.
- Paula Sharim como Francisca Guzmán.
- Julio Milostich como Marco Antonio Ferrada.
- Antonella Ríos como Catalina Montoya Bernhardt.
- Pablo Díaz como Rodrigo "Rocco" Montoya Bernhardt.
- Ingrid Cruz como Caroline Martínez.
- Guido Vecchiola como Daniel Arredondo.
- Lorena Capetillo como Luna Cortés Peña.
- Fernando Gómez-Rovira como Severino Tamayo.
- Héctor Morales como Arturo "Tuto" Cortés Peña / Exagente R-2.
- Antonia Santa María como Perla Cortés Peña.
- Celine Reymond como Celeste Castillo Durán.
- Carmina Riego como Antonieta Durán.
- Nicolás Saavedra como Rafael, Exagente R-2.
- Aldo Bernales como Lucho Munizaga.
- Soledad Pérez como Lucila de Munizaga.
- Alfredo Allende como José Luis Leal.
- Macarena Tondreau como Pasajera del barco

## Audiencia
| Horario               | # Eps. | Estreno            | Estreno         | Final                    | Final           | Posición | Temporada | Medio |
| Horario               | # Eps. | Data               | Primer capítulo | Data                     | Último capítulo | Posición | Temporada | Medio |
| --------------------- | ------ | ------------------ | --------------- | ------------------------ | --------------- | -------- | --------- | ----- |
| Lunes - viernes 20:30 | 145    | 6 de marzo de 2006 | 31              | 26 de septiembre de 2006 | 17,6            | 1        | 2006      | 16,9  |